# Cerni Vrăh, Șumen
Cerni Vrăh (în bulgară Черни Връх) este un sat în comuna Smeadovo, regiunea Șumen,  Bulgaria. 

## Demografie
Componența etnică a satului Cerni Vrăh
     Bulgari (28,14%)
     Nicio identificare (71,85%)
     Altele (0%)
La recensământul din 2011, populația satului Cerni Vrăh era de 135 locuitori. Nu există o etnie majoritară, locuitorii fiind  și bulgari (28,14%). Pentru 71,85% din locuitori nu este cunoscută apartenența etnică.